# Rosario García Saco
María del Rosario García Saco, más conocida como Rosario García Saco o Charo García Saco (Camarena, 22 de abril de 1977) es una política española, miembro del Partido Socialista Obrero Español. Fue alcaldesa de Camarena desde 2015 a 2023. Actualmente, y desde 2015, es diputada del PSOE en las Cortes Regionales de Castilla-La Mancha por Toledo.

## Trayectoria política
Estudió en la Facultad de Humanidades de la Universidad de Castilla-La Mancha en Toledo y se licenció en Humanidades en el año 2000.
Su trayectoria política comenzó en el año 2015, aunque anteriormente ya había formado parte de la corporación municipal del PSOE en Camarena. Ese año, se convirtió en la primera mujer alcaldesa del municipio. Como alcaldesa, en este periodo (2015-2019), destacó por la reubicación y mejora del Centro de la Mujer, la mejora de infraestructuras deportivas, y la canalización de aguas pluviales en áreas críticas. También promovió proyectos turísticos y culturales, como un taller de empleo relacionado con el turismo medioambiental. 
En 2015 firmó su acta como diputadapor el PSOE en las Cortes regionales de Castilla-La Mancha. Además de presidenta de la Comisión de la Mujer y secretaria de la Comisión de Fomento y de la Comisión de Agricultura y Desarrollo Rural, este último cargo lo ocupó hasta el 8 de mayo de 2017. 
En 2019, revalidó el cargo de alcaldesa. En esta segunda legislatura (2019-2023), continuó enfocándose en el bienestar social, mejorando los servicios públicos y respondiendo a la pandemia con la distribución de material de protección. Además, fomentó el envejecimiento activo mediante actividades para la población mayor y siguió apostando por el desarrollo del municipio a través de proyectos sostenibles. También realizó proyectos enfocados en el feminismo y la lucha por los derechos LGTBIQ+.
Ese mismo año, revalidó también el cargo de diputadaen las Cortes. Ese año se proclamó presidenta de la Comisión de Fomento y secretaria de la Comisión de Educación, Cultura y Deportes. En 2023, no consiguió la mayoría absoluta para revalidar el cargo de alcaldesa de Camarena, aunque sigue siendo concejala en el Ayuntamiento. Sigue siendo diputaday actualmente es Portavoz Adjunta y número cuatrodel Grupo Socialista en las Cortes y presidenta de la Comisión de Educación, Cultura y Deportes, también es secretaria de la Comisión de Control de Radio Televisión de Castilla-La Mancha.